# 라스무스 호일룬
라스무스 빈테르 호일룬(덴마크어: Rasmus Winther Højlund, 덴마크어 발음: [ˈʁɑsmus ˈhʌjˌlɔnˀ], 2003년 2월 4일~)은 덴마크의 축구 선수로 포지션은 공격수이다. 현재 프리미어리그의 맨체스터 유나이티드와 덴마크 축구 국가대표팀에서 뛰고 있다.
호일룬은 코펜하겐의 유소년 아카데미를 졸업하고 2020년 10월 25일 17살에 코펜하겐 1군에 데뷔했다. 그는 코펜하겐에서 총 32경기에 출전해 5골을 기록한 후 2022년 1월 슈투름 그라츠로 이적했다. 이후 2022년 8월, 1700만 유로에 슈투름 그라츠에서 아탈란타로 이적해 리그에서 9골을 넣었다. 호일룬은 2023년 8월 아탈란타에서 맨체스터 유나티이드로 이적했다.
호일룬은 덴마크 U-16 대표팀부터 U-21 대표팀까지 덴마크 연령별 대표팀을 거친 후 2022년 9월 22일 덴마크 축구 국가대표팀에 데뷔했다.

## 클럽 경력

### 코펜하겐
호일룬은 그의 고향 클럽인 코펜하겐에서 2020년에 프로 경력을 시작했다. 2021-22 시즌, 호일룬은 유럽대항전 데뷔전을 치렀고, 유로파컨퍼런스리그 예선전과 토너먼트에서 총 5골을 기록했다.

### 슈투름 그라츠
2022년 1월, 호일룬은 €1.8M로 추정되는 이적료에 오스트리아 분데스리가의 슈투름 그라츠로 이적했다. 그는 2021-22시즌과 2022-23시즌 모든 대회를 통틀어 21경기에서 12골을 득점했다.

### 아탈란타
2022년 8월 27일, 호일룬은 1700만 유로로 추정되는 이적료에 세리에 A의 아탈란타로 이적했다. 2022년 9월 5일, 그는 2-0으로 이긴 몬차와의 원정 경기에서 아탈란타에서의 첫 골을 기록했다.

### 맨체스터 유나이티드
2023년 8월 5일, 맨체스터 유나이티드는 호일룬이 아탈란타에서 맨체스터 유나이티드로 이적했다고 발표했다. 호일룬은 맨체스터 유나이티드와 2028년 6월 30일까지 유효하며 계약 기간 연장 옵션이 있는 5년 계약을 체결했고, 맨체스터 유나이티드는 호일룬의 이적료로 아탈란타에 6400만 파운드(약 7500만 유로)를 지불했다. 이적 계약에는 호일룬의 활약에 따라 아탈란타가 800만 파운드(약 1000만 유로)를 추가로 받을 수 있는 조항이 포함되어 있다.

## 국가대표팀 경력
2022년 9월 22일, 호일룬은 2022-23 UEFA 네이션스리그 A에서 덴마크 축구 국가대표팀이 크로아티아 축구 국가대표팀에게 2대 1로 패배한 경기에서 60분 토마스 딜레이니와 교체되어 그라운드에 투입되면서 덴마크 국가대표팀 데뷔전을 가졌다.
2023년 3월 23일, 그는 덴마크와 핀란드 축구 국가대표팀과의 UEFA 유로 2024 예선 H조 1차전에서 선발 출전해 21분 알렉산데르 바의 패스를 받아 골을 넣으며 덴마크 대표팀 소속으로 첫 골을 넣었고, 82분과 93분에 각각 1골을 넣으며 덴마크의 3대 1 승리에 기여함과 동시에 대표팀에서 첫 번째 해트트릭을 달성했다.

## 개인사
덴마크의 축구 선수였던 아네르스 호일룬(덴마크어: Anders Højlund)의 아들인 라스무스에게는 에밀 호일룬(덴마크어: Emil Højlund)과 오스카르 호일룬(덴마크어: Oscar Højlund)이라는 쌍둥이 동생들이 있다. 이들은 2023년 7월을 기준으로 형 라스무스가 뛰었던 FC 코펜하겐에서 뛰고 있다.

## 수상 내역

### 클럽
코펜하겐
- 덴마크 수페르리가: 2021-22[11]

 맨체스터 유나이티드
- FA컵 : 2023-24[12]